# Retrato de Juan Martínez Montañés
El retrato de Juan Martínez Montañés fue pintado por Velázquez en 1635-36 y se conserva en el Museo del Prado. Actualmente, algunos autores han identificado al retratado como Alonso Cano (1601/1667), aunque son más numerosos, sin embargo, los que piensan que se trata de Juan Martínez Montañés.
El escultor español Juan Martínez Montañés (1568-1649) realizó un viaje a Madrid entre junio de 1635 y enero de 1636, acudiendo a una llamada del pintor de corte Velázquez. Montañés fue requerido para realizar en barro un busto del rey Felipe IV, que a su vez serviría como modelo al escultor florentino Pietro Tacca, que iba a realizar en bronce una estatua ecuestre de dicho rey. Es la estatua que se encuentra en la plaza de Oriente de Madrid, en España. La relación de Velázquez con Montañés venía de antiguo; se sabe que el suegro de Velázquez, Francisco Pacheco, policromó algunas de las mejores esculturas de Juan Martínez Montañés.

## Descripción del cuadro
Cuando Velázquez pintó este retrato tenía alrededor de 36 años, mientras que el escultor era ya un hombre maduro de 67 años. Velázquez eligió el momento en que el escultor está modelando con su palillo el busto del rey. Toda la luz y el interés de una primera apreciación recaen sobre el rostro y la mano que moldea, una mano con movimiento y con vida. Pero el resto de la pintura está realizada con sumo cuidado, con soltura y fluidez, tal y como Velázquez acostumbraba a hacer en todos sus retratos.
Son dignos de resaltar los ropajes de color negro: la ropilla y la capa de seda, la golilla y los puños blancos y rizados. 
El cuadro está sin terminar. La cabeza del rey se muestra como un simple esbozo.